# 1988 في هايتي
فيما يلي قوائم الأحداث التي وقعت خلال عام 1988 في هايتي.

## سياسة

### تعيين في المنصب
- 7 فبراير – ليزلي بمانيجات رئيس هايتي.
- 20 يونيو – هنري نامفي رئيس هايتي.

### انتهاء فترة المنصب
- 7 فبراير – هنري نامفي رئيس هايتي،رئيس هايتي.
- 20 يونيو – ليزلي بمانيجات رئيس هايتي.

## مواليد

### يونيو
- 16 يونيو – سامانثا براند لاعبة كرة قدم هايتية.

### سبتمبر
- 4 سبتمبر – كيرفين بريستول لاعب كرة سلة أمريكي.

## وفيات

### يناير
- 1 يناير – جاك جبريل (مواليد 1934) رسام هايتي.